# Прогресс М-59
Прогресс М-59 — транспортный грузовой космический корабль (ТГК) серии «Прогресс», запущен к Международной космической станции. Запуск был посвящён 100-летию со дня рождения Сергея Королёва. 24-й российский корабль снабжения МКС. Серийный номер 359.

## Цель полёта
Доставка на борт МКС топлива, продуктов, воды и других расходуемых материалов, необходимых для эксплуатации станции в пилотируемом режиме.

## Хроника полёта
- 18.01.200, в 05:12:15 (MSK), (02:12:51 UTC) — запуск с космодрома Байконур;
- 20.01.2007, в 05:58:53 (MSK), (02:58:53 UTC) — осуществлена стыковка с МКС к стыковочному узлу на агрегатном отсеке служебного модуля «Пирс». Процесс сближения и стыковки проводился в автоматическом режиме;
- 01.08.2007, в 17:07:51 (MSK), (14:07:51 UTC) — ТГК отстыковался от орбитальной станции и отправился в автономный полёт.

## Фотографии

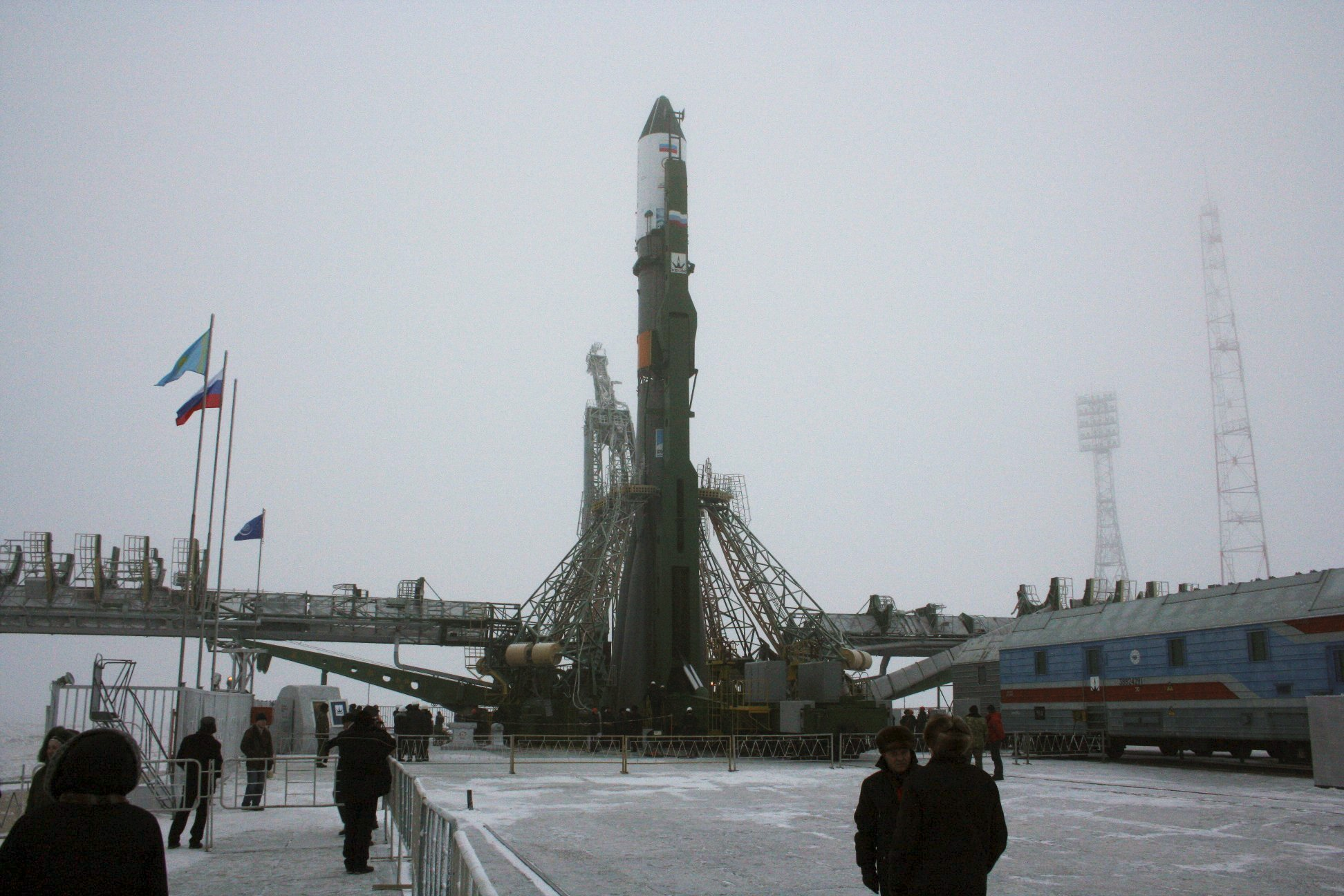
РН Союз-У с «Прогресс М-59» на стартовом столе